# Gruppo artiglieria da montagna "Sondrio"
Il Gruppo artiglieria da montagna "Sondrio" è stata un'unità di artiglieria da montagna dell'Esercito Italiano, attiva dal 1953 al 1989.

## Storia
Il Gruppo artiglieria da montagna "Sondrio", inquadrato nel 5º Reggimento artiglieria da montagna, venne costituito il 1º luglio 1953 al fine di raggruppare le storiche e decorate batterie 51°, 52° e 53°, già inquadrate nel corso della seconda guerra mondiale nel Gruppo artiglieria da montagna "Val d'Orco". 
La sede dell'unità fu la caserma "Druso" a Silandro (BZ) fino al 1963, quando venne trasferita a Vipiteno presso la Caserma "De Caroli".
Con la riforma dell'Esercito avvenuta nel 1975, il 5º Reggimento artiglieria da montagna venne sciolto e il gruppo Sondrio divenne autonomo e posto alle dirette dipendenze della Brigata alpina "Orobica", ottenendo, con il decreto del presidente della Repubblica n. 846 del 12 novembre 1976, la concessione della bandiera di guerra.
Negli anni successivi il gruppo partecipò a varie operazioni, sia di ordine pubblico e sia di soccorso a popolazioni colpite da calamità naturali.
Nel 1987 avvenne un'ulteriore riforma dell'Esercito ed il gruppo venne quindi sciolto il 23 ottobre 1989. Delle batterie subordinate al gruppo, la 53° venne sciolta mentre la 51° e la 52° vennero assegnate al Gruppo artiglieria da montagna "Bergamo". L'anno seguente la 51ª batteria venne trasformata in batteria autodifesa contraerei mentre la 52° venne anch'essa sciolta.

## Equipaggiamento
Le tre batterie vennero inizialmente equipaggiate con obici da 100/17, risalenti alla prima guerra mondiale ed ottenuti come preda bellica o come riparazione per i danni di guerra dall'Impero austro-ungarico, modificati per dotarli di ruote pneumatiche. Per il trasporto, gli obici erano scomponibili in due carichi: il primo con complesso bocca da fuoco-culla-organi elastici ed il secondo con affusto e scudo.
Nel 1959 il gruppo venne riarmato con i moderni obici da montagna OTO Melara M56 da 105/14, scomponibili in 12 carichi diversi così da permetterne il someggio per mezzo di 12 muli, trasportanti ciascuno un carico con peso massimo di 132 kg.
Nel settembre 1982 le tre batterie vennero riarmate con gli obici M114 da 155/23 di produzione statunitense che però, per peso e dimensioni, potevano essere spostati solo mediante il traino con mezzi meccanici.

## Comandanti
Comandanti del GAM Sondrio:
- Cap. GIOACCHINO FRESTA
- Magg. UGO RAPACCINI
- Magg. t. SG RENATO TRAVERS
- Magg.GIUSEPPE DE BENEDETTI
- Magg. t. SG ANGELO BIGLINO
- Ten. Col. GIONANNI GENTILE
- Ten. Col. t. SG LUIGI POLI
- Ten. Col. t. SG GIUSEPPE RIZZO
- Ten. Col. t. SG LUDOVICO LOMBARDI
- Ten. Col. t. SG ENNIO LANATI
- Ten. Col. t. SG DOMENICO INNECCO
- Ten. Col. t. SG GIOVANNI COMELLI
- Ten. Col. ADALBERO MAZZOLI
- Ten. Col. MARCELLO COLAPRISCO
- Ten. Col. RENZO TAMBURINI
- Ten. Col. t. SG FRABCESCO G. CERVONI
- Ten. Col. t. SG MAURIZIO CALISE
- Magg. MARIO MASSIMI
- Ten. Col. QURICO SQUARCIAFICO
- Ten. Col. GIANLUIGI MONDINI
- Magg. ERMINIO FASANI
- Ten. Col. ANTONIO TODARO
- Ten. Col. CARMINE PERGAMO

Fonte: https://gamsondrio.wordpress.com/